# Maurits De Schrijver
Maurits De Schrijver (Aalst, 26 giugno 1951) è un ex calciatore belga, di ruolo difensore.